# Chișinău
Chișinău (pron. rumena: [kiʃiˈnəu] ; in russo Kишинëв?, Kišinëv, [kʲɪʂɨˈnʲɵf]; in gagauzo Kişinöv; in polacco Kiszyniów) è la capitale della Moldavia e, con i suoi 567 038 abitanti, ne è anche la città più popolosa. È un importante centro economico e culturale, nonché città universitaria. Insieme a diverse località del suo circondario, forma la Municipalità di Chișinău, con 720 128 abitanti al 2024. Sorge sul fiume Bîc, nella parte centromeridionale del Paese.
Chișinău è soprannominata "città di pietra bianca", a causa della presenza di numerosi edifici di colore chiaro, costruiti in pietra calcarea bianca.

## Geografia fisica
Chișinău si trova nell'area centro-meridionale della Moldavia ed è attraversata dal fiume Bîc, affluente del Nistro. La città ha una superficie di 123 km², mentre quella dell'intera municipalità è di 571,64 km². Si trova a un'altitudine media di 85 m s.l.m..
La città è situata nella parte centrale dell’altopiano moldavo, nell’Europa sud-orientale, il cui basamento è costituito da scudi di granito e gneiss proterozoici e paleozoici (scudi pannonico, moesico e moldavo) ad una profondità di circa 1 150 m s.l.m.. La parte superiore della stratigrafia di questa struttura è rappresentata da rocce sedimentarie del Siluriano inferiore, Devoniano, Mesozoico (con localmente dei hiatus), Paleogene e Neogene. L’erosione recente incide sull’argilla, sul loess, sulle sabbie e sui calcari lacustri del Cenozoico superiore. Da nord a sud, la città è attraversata da uno strato di reef marini tropicali sviluppatisi nel Miocene medio e superiore. Strati di argilla, loess e sabbia sono presenti in tutta la città, a una profondità compresa tra 2 e 30 m. Sulle pendici della valle del fiume Bîc si trovano terrazze alluvionali di larghezza fino a 1,3 m. Piccole perturbazioni tettoniche (frane conseguenti alla deglaciazione post-würmiana o a terremoti) sono state registrate a nord-ovest della città.

### Idrografia
I corsi d’acqua che scorrono a Chișinău fanno parte del bacino idrografico del Nistro. Il più importante è il Bîc, fiume lungo 155 km e affluente di destra del Nistro, nel quale si immette a circa 1 km dal villaggio di Gura Bîcului, nel distretto di Anenii Noi. Le riserve di acqua sotterranea del comune di Chișinău consentono l’approvvigionamento parziale di acqua potabile nella città. Del totale dell’acqua utilizzata, il 20% proviene dalle acque freatiche situate negli strati del Miocene. In periferia, i bacini idrici della città sono stati scavati nelle località di Ghidighici e Ialoveni, in mezzo a luoghi di svago.
All’inizio degli anni 1950, a sud-ovest di Chișinău, è stato creato un lago artificiale intitolato al Comsomol (oggi Valea Morilor) con una superficie di 34 ha. Attorno, un viale circolare di 2,5 km del parco di Valea Morilor costeggia il lago, sul quale si possono praticare canottaggio e vela. La parte centrale del parco Valea Trandafirilor, situato a Botanica, è anch’essa decorata da laghi e da una cascata; l’estensione della superficie d’acqua è di 9 ha. Il parco Izvor si estende su 150 ha; creato nel 1972, è anch’esso composto da cascate e stagni.

### Clima
| Chișinău (1991-2020) Fonte: | Mesi         | Mesi         | Mesi         | Mesi        | Mesi        | Mesi        | Mesi        | Mesi        | Mesi        | Mesi         | Mesi         | Mesi         | Stagioni | Stagioni | Stagioni | Stagioni | Anno  |
| Chișinău (1991-2020) Fonte: | Gen          | Feb          | Mar          | Apr         | Mag         | Giu         | Lug         | Ago         | Set         | Ott          | Nov          | Dic          | Inv      | Pri      | Est      | Aut      | Anno  |
| --------------------------- | ------------ | ------------ | ------------ | ----------- | ----------- | ----------- | ----------- | ----------- | ----------- | ------------ | ------------ | ------------ | -------- | -------- | -------- | -------- | ----- |
| T. max. media (°C)          | 1,1          | 3,4          | 9,2          | 16,4        | 22,3        | 26,1        | 28,4        | 28,3        | 22,3        | 15,5         | 8,1          | 2,7          | 2,4      | 16,0     | 27,6     | 15,3     | 15,3  |
| T. media (°C)               | −1,8         | −0,2         | 4,5          | 11,0        | 16,8        | 20,7        | 22,9        | 22,6        | 17,0        | 10,8         | 4,8          | −0,2         | −0,7     | 10,8     | 22,1     | 10,9     | 10,7  |
| T. min. media (°C)          | −4,2         | −3,0         | 0,7          | 6,3         | 11,8        | 15,9        | 17,9        | 17,5        | 12,5        | 7,1          | 2,1          | −2,5         | −3,2     | 6,3      | 17,1     | 7,2      | 6,8   |
| T. max. assoluta (°C)       | 15,5 (1971)  | 20,7 (1990)  | 25,7 (1994)  | 31,6 (1899) | 35,9 (1950) | 37,5 (2012) | 39,4 (2007) | 39,2 (2012) | 37,3 (1946) | 32,6 (1952)  | 23,8 (2019)  | 18,3 (1903)  | 20,7     | 35,9     | 39,4     | 37,3     | 39,4  |
| T. min. assoluta (°C)       | −28,4 (1963) | −28,9 (1954) | −21,1 (1917) | −6,0 (1904) | −1,1 (1915) | 3,6 (1911)  | 7,8 (1908)  | 5,5 (1966)  | −2,4 (1977) | −10,8 (1912) | −21,6 (1892) | −22,4 (1946) | −28,9    | −21,1    | 3,6      | −21,6    | −28,9 |
| Nuvolosità (okta al giorno) | 7,5          | 7,1          | 6,9          | 6,7         | 6,1         | 6,0         | 5,3         | 4,7         | 5,3         | 5,7          | 7,1          | 7,5          | 7,4      | 6,6      | 5,3      | 6,0      | 6,3   |
| Precipitazioni (mm)         | 36           | 31           | 35           | 39          | 54          | 65          | 67          | 49          | 48          | 47           | 43           | 41           | 108      | 128      | 181      | 138      | 555   |
| Giorni di pioggia           | 8            | 7            | 11           | 13          | 14          | 14          | 12          | 10          | 10          | 11           | 12           | 10           | 25       | 38       | 36       | 33       | 132   |
| Nevicate (cm)               | 7            | 6            | 3            | 0           | 0           | 0           | 0           | 0           | 0           | 0            | 1            | 3            | 16       | 3        | 0        | 1        | 20    |
| Giorni di neve              | 13           | 13           | 8            | 1           | 0,03        | 0,0         | 0,0         | 0,0         | 0,0         | 0,4          | 5,0          | 11,0         | 37,0     | 9,0      | 0,0      | 5,4      | 51,4  |
| Giorni di nebbia            | 7            | 6            | 4            | 2           | 1           | 1           | 0,3         | 0,4         | 1,0         | 4,0          | 7,0          | 7,0          | 20,0     | 7,0      | 1,7      | 12,0     | 40,7  |
| Umidità relativa media (%)  | 82           | 78           | 71           | 63          | 60          | 63          | 62          | 60          | 66          | 73           | 81           | 83           | 81       | 64,7     | 61,7     | 73,3     | 70,2  |
| Vento (direzione-m/s)       | NW 2,5       | N 2,6        | NE 2,8       | NE 2,6      | N 2,3       | N 2,2       | N 2,2       | N 2,1       | N 2,1       | N 2,2        | S 2,5        | NW 2,5       | 2,5      | 2,6      | 2,2      | 2,3      | 2,4   |

## Origini del nome
Secondo alcuni storici, Chișinău si può etimologicamente far derivare dalla combinazione della parola romena antica chișla (sorgente d’acqua, oggi cișmea) e nouă (nuova), indicando così una sorgente sotterranea che, agli inizi della città, costituiva una fonte essenziale di approvvigionamento. Questa sorgente si trova oggi all’incrocio tra i viali A. Pușkin e Albișoara.
A causa dei frequenti cambiamenti di appartenenza territoriale, il nome della città ha avuto più volte grafie diverse. In russo veniva chiamata Кишинёв (Kišinëv); in seguito, quando la Bessarabia venne unita alla Romania, assunse il nome romeno Chișinău 
Durante la breve occupazione tedesca nella Seconda guerra mondiale, la città veniva indicata con la trascrizione tedesca del nome russo allora in uso, Kischinew. Con l’annessione all'Unione Sovietica dopo la Seconda guerra mondiale, nella Repubblica Socialista Sovietica Moldava si introdusse la scrittura cirillica; Chișinău venne quindi scritta come Кишинэу (Kišineu). Poco prima della dissoluzione dell'URSS, il 31 agosto 1989, il soviet supremo della RSS Moldava decise la reintroduzione della grafia latina del romeno; così facendo, il nome tornò a essere Chișinău.

## Storia

### Preistoria

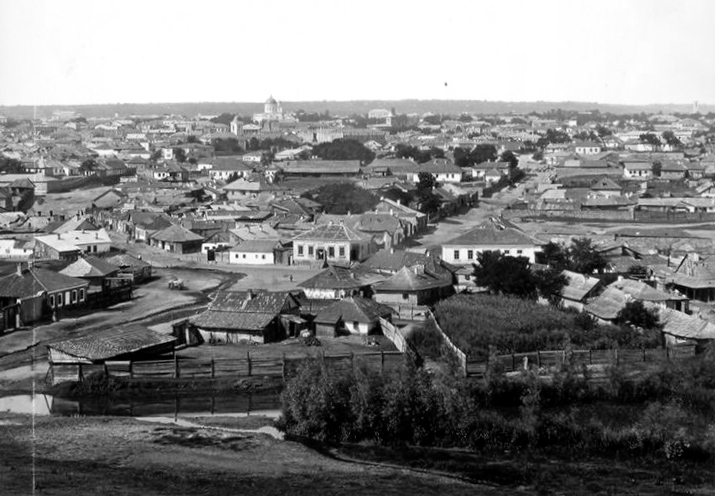
Chișinău nel 1889

Recenti ricerche archeologiche realizzate in diversi punti della città (Valea Morilor, chiesa armena, chiesa Măzărache e Piața Veche) attestano una frequentazione umana ben più anteriore rispetto alla prima documentazione scritta della città e che si attesta al Paleolitico, circa 20 000 anni fa e prosegue con stratificazioni eneolitiche – cultura di Cucuteni-Trypillia (4000-2.600 a.C.) –, fino ad arrivare all'età del bronzo (2000 a.C.) e all'età del ferro (1000 a.c.).

### Dal XV secolo all'Impero russo
La prima menzione scritta della città di Chișinău risale al 1436, quando la località faceva parte del Principato di Moldavia, che dal XVII secolo divenne uno Stato vassallo dell'Impero ottomano; in questa fase non si registrò uno sviluppo significativo e l’insediamento rimase pressoché invariato fino al XIX secolo, come località di boiari e di monasteri.
Il trattato di Bucarest del 1812 sancì la spartizione della Moldavia e l’annessione della sua metà orientale da parte dell’Impero russo, che ne fece il Governatorato di Bessarabia; Chișinău, che allora aveva circa 7 000 abitanti, ne divenne il capoluogo con il nome russificato di Кишинёв (Kišinëv). Per dare in realtà una capitale imperiale alla loro nuova provincia (inizialmente amministrata in modo autonomo dall'hospodar Scarlat Sturdza), le autorità russe aggregarono diversi villaggi vicini al borgo di Chișinău e venne costruita, sull’altopiano al di sopra del vecchio borgo, una città nuova popolata da coloni provenienti da tutto l’impero: russi, ucraini, ebrei, armeni, tedeschi e polacchi.
Il 28 agosto 1871 Chișinău fu unita con una ferrovia alla città di Tiraspol, mentre nel 1873 venne aperto il collegamento ferroviario con Cornești. Quattro anni dopo venne aperta, in preparazione alla guerra russo-turca, la ferrovia per la città rumena di Iași.
Nel corso del XIX secolo la popolazione cittadina crebbe sensibilmente, passando dai 7 000 del 1812 ai 18 000 del 1812, ai 92 000 abitanti del 1862 fino ai 125 000 del 1900.

#### Sviluppo urbano
A partire dal 1834, grazie a un ampio piano di sviluppo urbano, prese forma un aspetto cittadino di stampo imperiale, con strade ampie e lunghe. Questo piano suddivideva grossomodo la città in due aree: la città vecchia, con le sue strade tortuose e le strutture edilizie irregolari, e il centro, progettato in anticipo secondo uno schema regolare di tracciato viario. Nello stesso periodo furono pianificati anche il centro cittadino e la piazza della stazione, situati nel settore Centro.
Tra il 26 maggio 1830 e il 13 ottobre 1836, l’architetto Avraam Melnikov costruì la Cattedrale della Natività del Signore (Catedrala Nașterea Domnului) con il suo campanile. Nel 1840 seguì la costruzione dell’Arco di Trionfo, completato l’anno successivo, ad opera dell’architetto Luca Zaușkevici. Nelle immediate vicinanze ebbe inizio anche l’edificazione di numerosi altri edifici e piazze.
Nel 1858 sorse la Chiesa di San Teodoro Tirone, che si distingue per la tinteggiatura blu. Nel prosieguo del secolo la città continuò a crescere costantemente.
Nel 1891 l’architetto svizzero Alexander Bernardazzi diresse la costruzione di diversi progetti, fra cui la Chiesa di San Pantaleone (detta “Grecească”, la chiesa greca), e, dal 1900 al 1903, del Ginnasio femminile Dadiani e della relativa cappella. Tra il 1898 e il 1901, lungo Viale Stefano il Grande (Bulevardul Ștefan cel Mare și Sfînt), Mitrofan Elladi e Alexander Bernardazzi realizzarono il Municipio della città (al tempo Dumă Orășenească).

### XX secolo
Nel tardo XIX secolo, specialmente a causa del crescente antisemitismo in Russia e Polonia, molti ebrei scelsero di stabilirsi in città, fino a divenire nell'anno 1900 ben il 43% della sua popolazione. Il 6-7 aprile del 1903 Chișinău fu teatro di un violento pogrom contro la popolazione ebraica della città. Circa 49 persone rimasero uccise, 500 furono ferite e centinaia di proprietà di ebrei andarono saccheggiate e distrutte. Il 19-20 ottobre del 1905 si verificò in città un altro pogrom che costò la vita a 19 ebrei.
Dopo la prima guerra mondiale la città passò sotto il controllo del Regno di Romania. Per colmare il ritardo non solo economico, ma anche culturale della Bessarabia, lo stato romeno iniziò ad investire nella regione realizzando nuove infrastrutture e avviando campagne di alfabetizzazione. In quanto capoluogo del neo-acquisito territorio Chișinău venne interessata da una serie di lavori pubblici che cambiarono il volto della città. Nel 1933 fu inaugurata l'Università Agraria, mentre sei anni dopo aprì il Museo d'Arte. Il 28 luglio 1940 fu occupata dall'Armata Rossa a seguito del Patto Molotov-Ribbentrop e riannessa all'URSS, divenendo la capitale della Repubblica Socialista Sovietica Moldava, una delle sue quindici repubbliche costitutive. Il 10 novembre dello stesso anno Chișinău venne pressoché rasa al suolo da un terremoto di magnitudo 7,3 della scala Richter.
Il 16 luglio 1941 a seguito dell'operazione Barbarossa le truppe romene, coadiuvate da quelle tedesche, rioccuparono la città. A seguito di quest'evento gran parte della comunità ebraica cittadina, circa 10 000 persone, venne sommariamente giustiziata nelle campagne circostanti. Nell'agosto 1944 i sovietici libereranno definitivamente la città a seguito di una grande offensiva lanciata dall'Armata Rossa contro la Romania. Durante la seconda guerra mondiale, Chișinău venne quasi interamente rasa al suolo dai bombardamenti e dai combattimenti.
Nel dopoguerra, la città venne ricostruita secondo il progetto dell'architetto Aleksej Viktorovič Ščusev. La popolazione crebbe in maniera rapida e l'amministrazione sovietica iniziò ad edificare numerosi edifici pubblici e privati in stile stalinista. Negli anni sessanta vennero costruiti numerosi blocchi di abitazioni popolari che ancora oggi dominano le periferie di Chișinău. Nel 1977 venne danneggiata da un violento terremoto. Dal 1991 Chișinău è capitale della Repubblica di Moldavia indipendente dall'URSS.

## Monumenti e luoghi d'interesse

### Architetture religiose
- Cattedrale della Natività, costruita negli anni trenta dell'Ottocento
- Chiesa della Trasfigurazione
- Chiesa lignea della Dormizione, costruita originariamente nel XVII secolo e ricostruita nel 2009
- Monastero di Ciuflea

### Architetture civili
- Palazzo presidenziale
- Palazzo del Parlamento
- Palazzo dello Sfatul Țării
- Arco di Trionfo
- Teatro nazionale dell'opera e del balletto
- Circo di Stato di Chișinău

### Altro
- Complesso memoriale "Eternitate", monumento dedicato ai soldati caduti nella seconda guerra mondiale e nella guerra di Transnistria.
- Replica della Lupa capitolina, donata alla città dalla Romania prima nel 1921 e poi nel 1990.

### Aree naturali

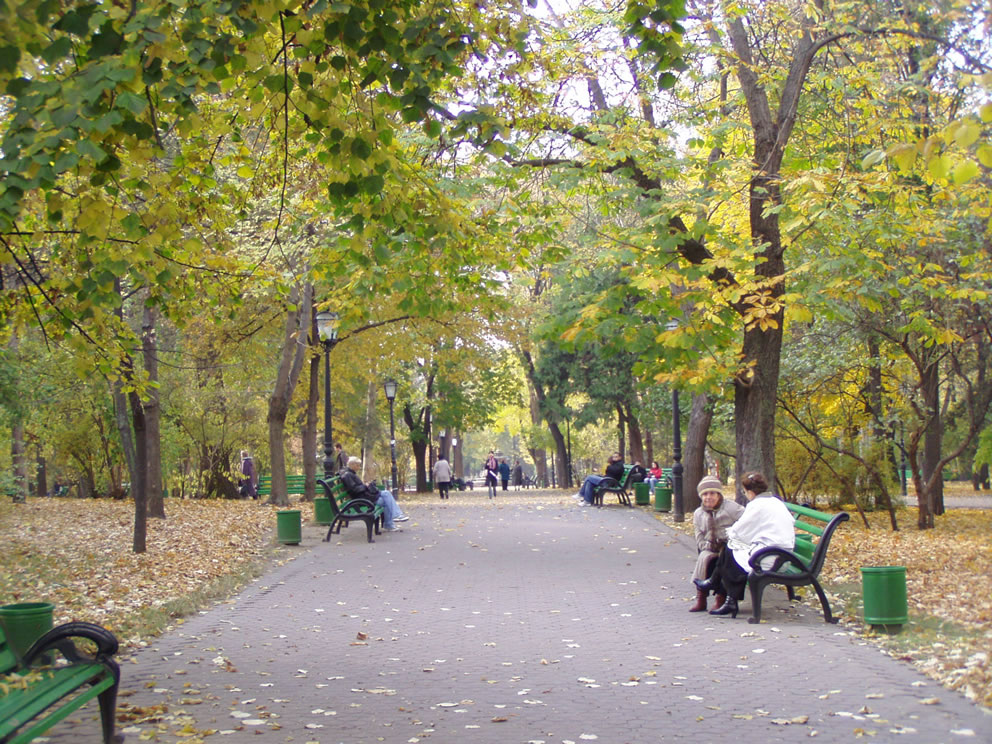
Parco centrale

- Parco Ștefan cel Mare

## Società

### Evoluzione demografica

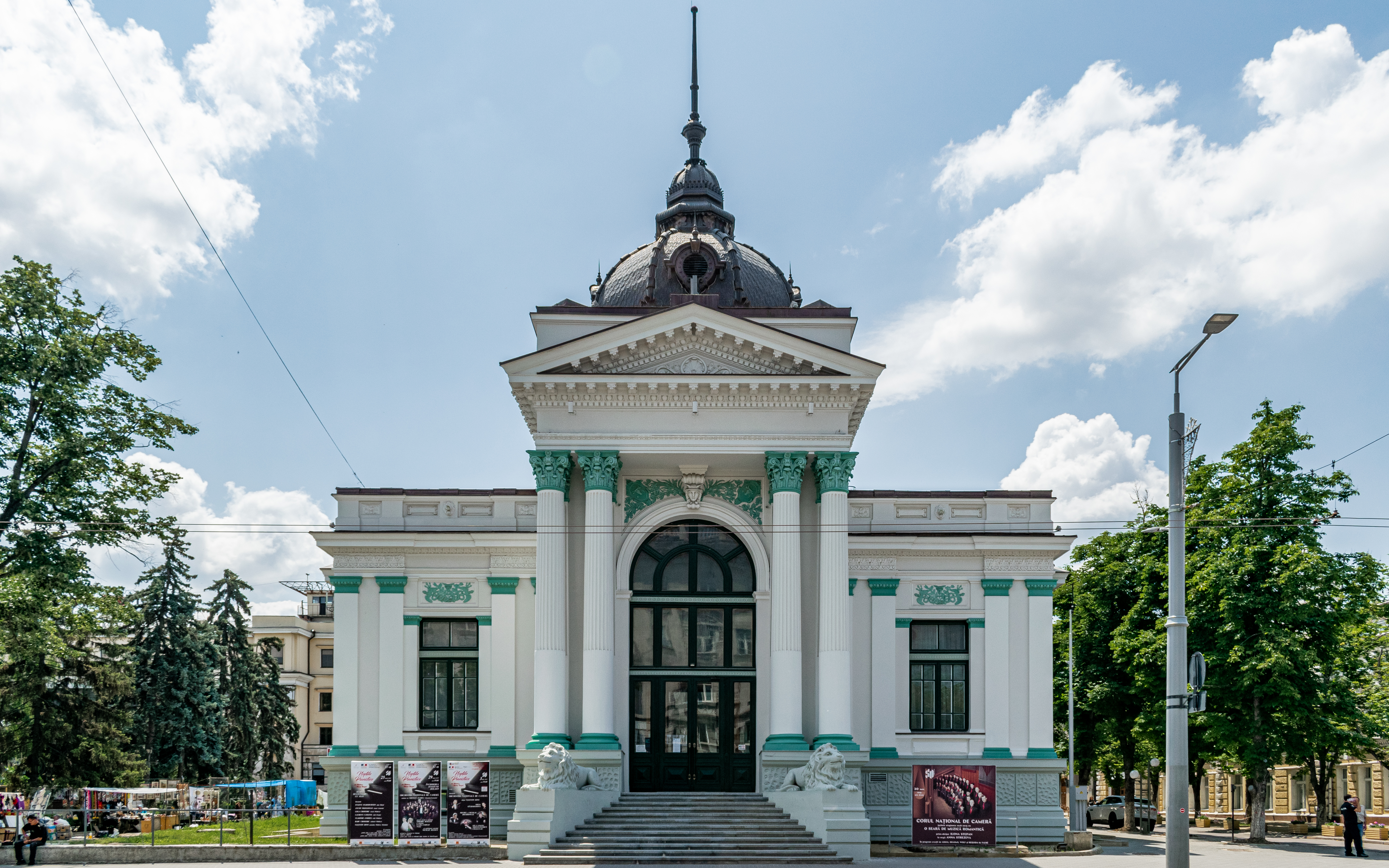

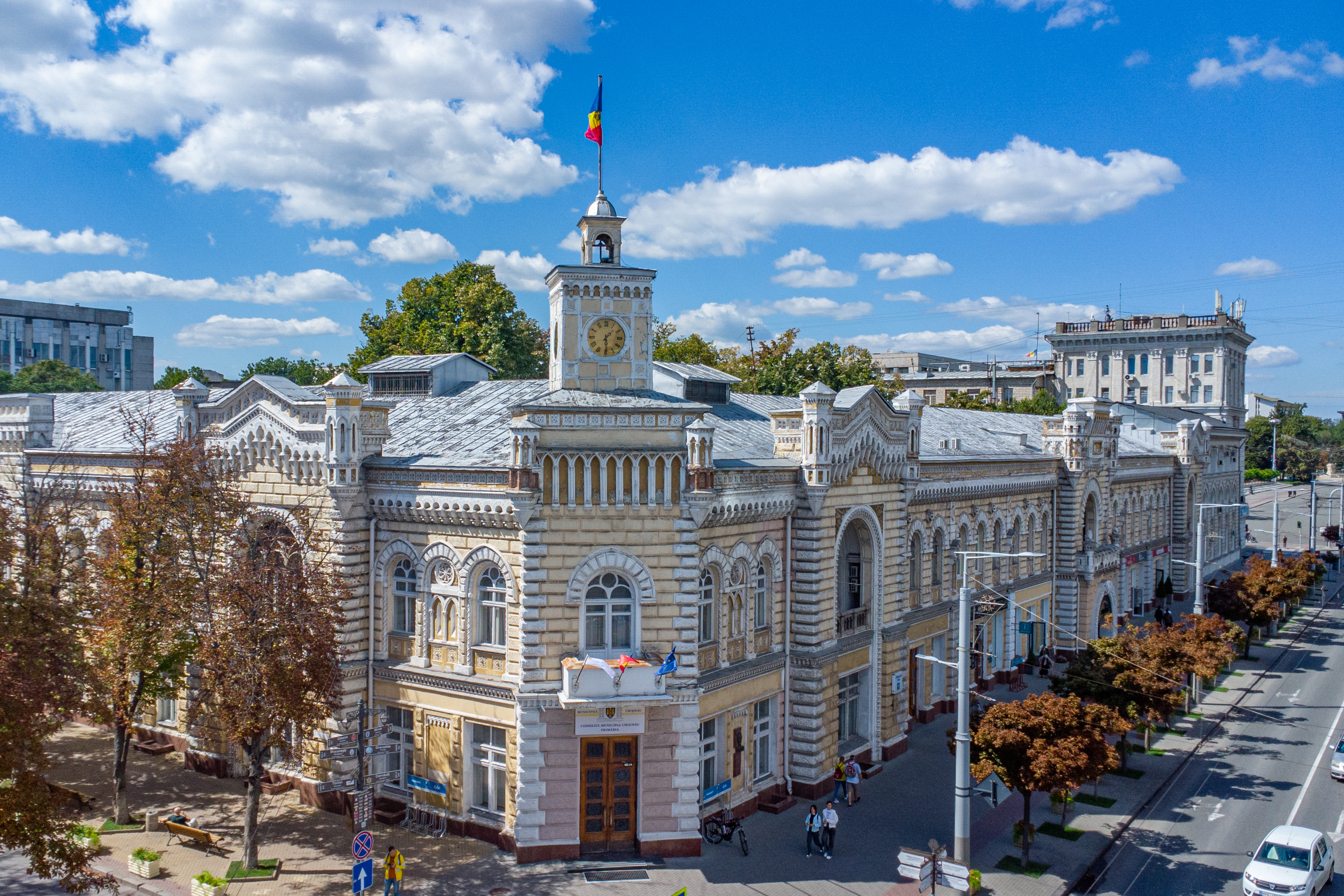
Municipio della città

Abitanti censiti (migliaia)

### Etnie e minoranze straniere
I gruppi etnici presenti all'interno della Municipalità di Chișinău erano così suddivisi al 2004, al 2014 e al 2024:
| Etnia                      | % 2004 | % 2014 | % 2024 |
| -------------------------- | ------ | ------ | ------ |
| Moldavi                    | 67,6   | 67,2   | 72,9   |
| Romeni                     | 4,5    | 14,5   | 13,1   |
| Russi                      | 13,9   | 9,3    | 5,9    |
| Ucraini                    | 8,3    | 5,9    | 5,1    |
| Bulgari                    | 1,2    | 1,1    | 0,9    |
| Gagauzi                    | 0,9    | 0,7    | 0,8    |
| Altre etnie/non dichiarate | 3,5    | 1,4    | 1,3    |

## Cultura

### Istruzione
La città è sede di dodici università pubbliche e undici università private, dell'Accademia delle Scienze di Moldavia e di un gran numero di istituti che offrono sia istruzione secondaria che primaria.
Fin dall'epoca dell'Unione Sovietica, la città, che diede i natali al docente, attore e regista russo Aleksandr Pavlovič Lenskij, è divenuta una capitale simbolo del benessere e del socialismo economico.

## Geografia antropica

### Suddivisioni amministrative
La Municipalità di Chișinău è composta in primis dalla città in sé, che si suddivide in 5 circoscrizioni dette "settori", e poi da altre 6 città e 12 comuni.

#### Settori
| Mappa    | Settore | Popolazione nel 2004 | Popolazione nel 2015 | Popolazione nel 2024 | % della popolazione totale |
| -------- | ------- | -------------------- | -------------------- | -------------------- | -------------------------- |
|          |         |                      |                      |                      |                            |
| Centro   | 90 494  | 94 800               | 87 230               | 15,4%                |                            |
| Buiucani | 107 744 | 112 200              | 100 985              | 17,8%                |                            |
| Rîșcani  | 132 740 | 139 900              | 128 319              | 22,6%                |                            |
| Botanica | 156 633 | 172 600              | 144 824              | 25,5%                |                            |
| Ciocana  | 101 834 | 119 300              | 105 680              | 18,6%                |                            |

#### Città
- Codru (15 934)
- Cricova (10 669)
- Durlești (17 210)
- Sîngera (9 966)
- Vadul lui Vodă (5 295)
- Vatra (3 457)

#### Comuni

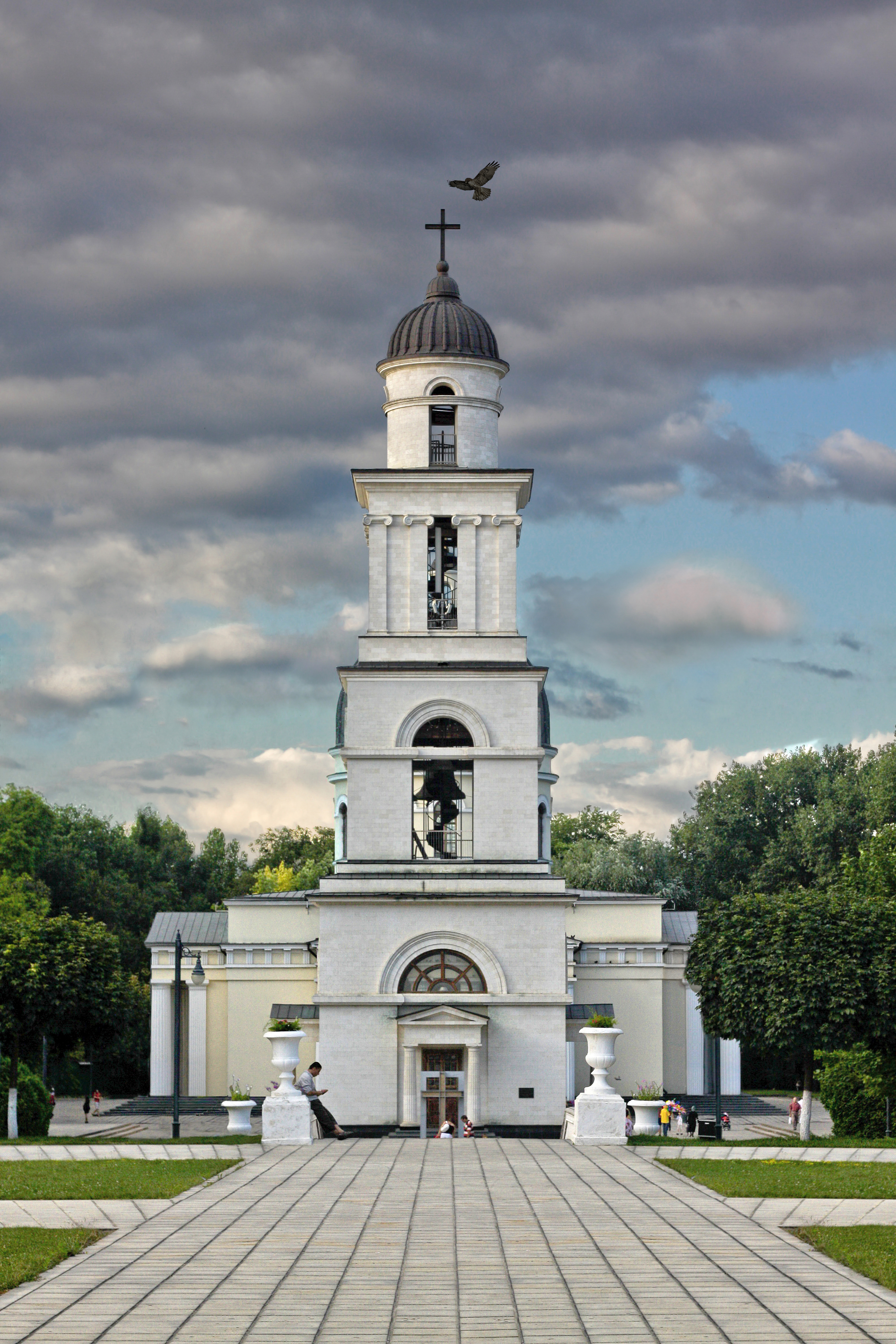
Torre della Cattedrale

- Băcioi (10 175)
- Bubuieci (8 047)
- Budești (4 928)
- Ciorescu (5 961)
- Colonița (3 367)
- Condrița (595)
- Cruzești (1 815)
- Ghidighici (5 051)
- Grătiești (6 183)
- Stăuceni (8 694)
- Tohatin (2 596)
- Trușeni (10 380)

### Quartieri di Chișinău
- Ceucari
- Ciocana Nouă
- Frumoasa
- Fulgulești
- Galata
- Hrusca
- Mălina Mare
- Mălina Mică
- Melestiu
- Muncești
- Otovasca
- Petricani
- Poșta Veche
- Schinoasa
- Sculeni
- Telecentru
- Valea Dicescu
- Visterniceni

## Economia
Molto più ricca e con un tenore di vita decisamente superiore rispetto al resto del paese, Chișinău è un centro primario per l'industria e i servizi. Le sue industrie principali includono beni di consumo ed elettrodomestici, materiali da costruzione, macchinari, gomma e tessuti. I principali campi di servizi sono quello bancario e commerciale.

## Infrastrutture e trasporti

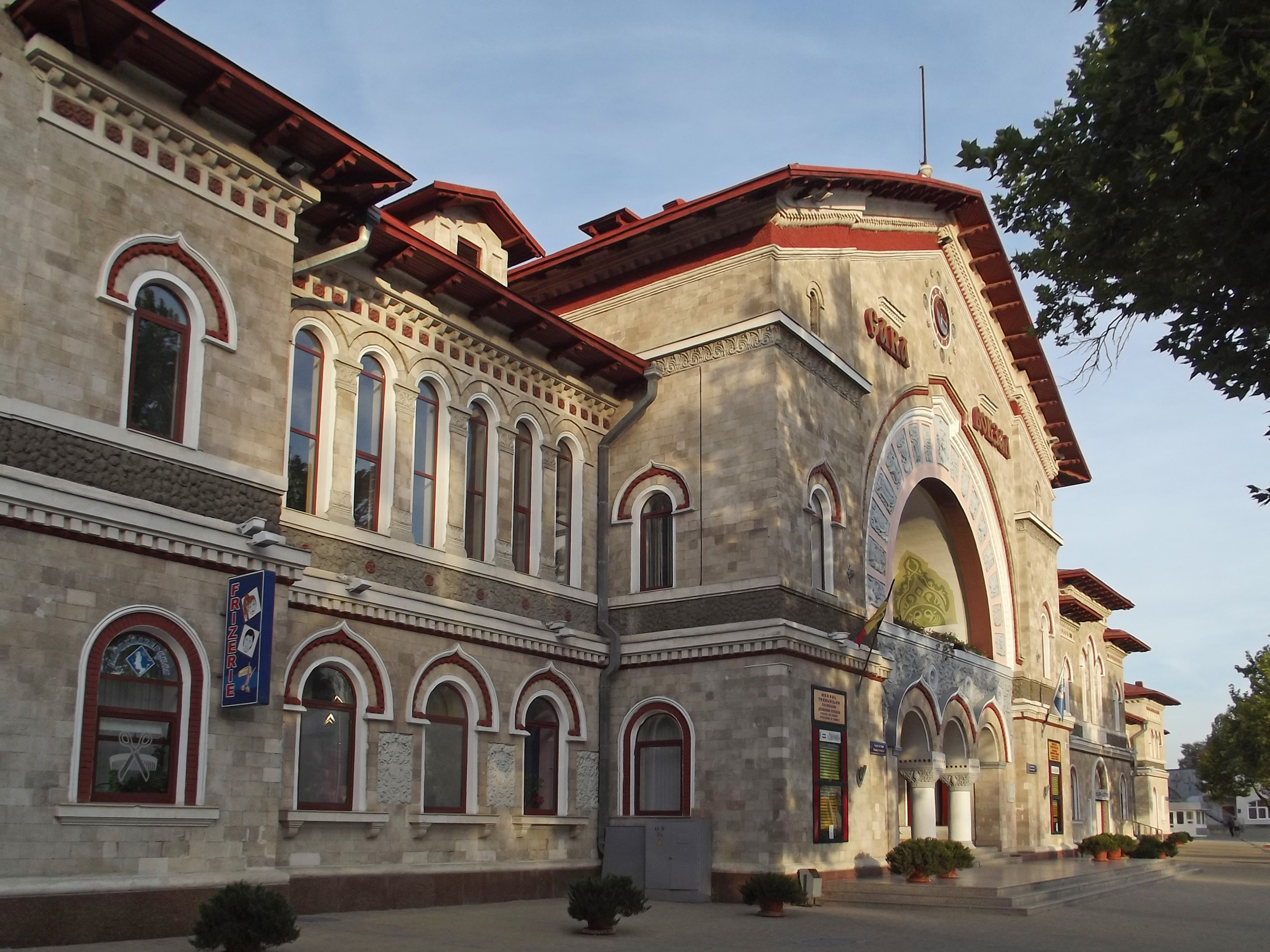
La stazione ferroviaria di Chișinău

### Ferrovie
La rete ferroviaria moldava, gestita da Calea Ferată din Moldova, misura circa 1.232 km (dati 2009), ed è a binario unico e non elettrificata; la stazione di Chișinău ne è il principale nodo ferroviario, affiancata dalla più piccola stazione di Revaca. Presso Chișinău si trova anche l’unico scalo merci di smistamento del Paese.
Sono attivi collegamenti internazionali verso diverse città, tra cui Bucarest, Iași e Odessa. Il servizio regionale collega la capitale a Bender, Ungheni e Ocnița.
Dal 2006, a causa della guerra di Transnistria e della separazione de facto della regione, i collegamenti ferroviari con l'Ucraina sono stati temporaneamente sospesi fino al 2011, quando è stato riaperto il collegamento.

### Aeroporti
L’Aeroporto internazionale Eugen Doga si trova circa 13 km a sud dal centro cittadino e offre collegamenti con diverse città in Europa e Asia, tra cui Atene, Budapest, Bucarest, Dortmund, Francoforte sul Meno, Istanbul, Lisbona, Lipsia, Londra, Madrid, Mosca, Monaco di Baviera, Norimberga, Parigi, Praga, Roma, San Pietroburgo, Tel Aviv, Timișoara, Verona e Vienna. Nell'aeroporto hanno sede FlyOne e HiSky, mentre Wizz Air vi gestisce un hub operativo. Fino al 2023, anno in cui sono state sospese le attività, l'aeroporto era sede della compagnia di bandiera Air Moldova.

### Mobilità urbana
Chișinău dispone di una fitta rete di filobus, in servizio dal 1949 in sostitutzione della precedente tranvia, che costituiscono il principale sistema di trasporto pubblico cittadino. La rete comprende 31 linee. I filobus circolano dalle 05:00 alle 03:00 e il biglietto costa 6 lei (circa 0,30 €). Il servizio è gestito dalla Regia Transport Electric Chișinău.
Oltre ai filobus, la città è servita anche da 34 linee di autobus. Nei confini cittadini e nei sobborghi operano inoltre 15 linee di minibus privati (denominati rutiere o maxi-taxiuri), che seguono in genere le principali linee di autobus e filobus con passaggi più frequenti.

## Amministrazione

### Gemellaggi
Chișinău è gemellata con:
- Grenoble, dal 1977
- Mannheim, dal 1989
- Patrasso
- Tel Aviv, dal 2000
- Sacramento, dal 1990
- Kiev, dal 1999
- Odessa, dal 1994
- Ankara, dal 2004
- Erevan, dal 2000
- Bucarest, dal 1999
- Iași, dal 2008
- Reggio Emilia, dal 1989
- Minsk, dal 2000

## Sport
Chișinău ospita tre società calcistiche: lo Zimbru Chișinău, il Dacia Chișinău e l'Academia Chișinău. Il principale impianto sportivo cittadino è lo Stadio Zimbru, inaugurato nel 2006.